# Príbelce
Príbelce jsou obec v okrese Veľký Krtíš v Banskobystrickém kraji na Slovensku. Vznikly sloučením vesnic Horných a Dolných Príbelců v roce 1966. Žije zde 558 obyvatel.
První písemná zmínka o obci pochází z roku 1244. V obci se nachází jednolodní raně gotický evangelický kostel z 13. století s malovaným dřevěným stropem a dřevěná zvonice z druhé poloviny 19. století.